# Khadjimurat Akkaiev
Khadjimurat Magomedovitch Akkaiev (em russo:  Хаджимурат Магомедович Аккаев; 27 de março de 1985, em Tirniauz) é um russo halterofilista.
No Campeonato Mundial para juniores de 2004, Khadjimurat Akkaev ganhou ouro com 400 kg no total combinado, na categoria até 94 kg, sendo 185 kg no arranque (ainda recorde mundial para juniores) e 215 kg no arremesso. 
Akkaev ganhou medalha de prata nos Jogos Olímpicos de 2004 e bronze nos Jogos de 2008, na categoria até 94 kg. Em 17 de novembro de 2016 foi desclassificado dos Jogos de Pequim após a reanálise de seu exame antidoping acusar o uso da substância proibida turinabol.
No Campeonato Europeu de 2010 ele não concluiu a prova; em 2011, Khadjimurat Akkaev competiu na categoria até 105 kg e foi campeão com 425 kg no total combinado (195+230), 25 kg a mais do que o segundo colocado, o georgiano Gia Machavariani (400 kg).
Quadro de resultados
| Ano  | Competição                | Lugar      | Total  | Posição | Arranque | Posição | Arremesso | Posição | Classe de peso |
| ---- | ------------------------- | ---------- | ------ | ------- | -------- | ------- | --------- | ------- | -------------- |
| 2003 | Campeonato Mundial Júnior | Hermosillo | 370 kg | 2.      | 170 kg   | 1.      | 200 kg    | 4.      | –94 kg         |
| 2004 | Campeonato Mundial Júnior | Minsk      | 400 kg | 1.      | 185 kg   | 1.      | 215 kg    | 1.      | –94 kg         |
| 2004 | Jogos Olímpicos *         | Atenas     | 405 kg | 2.      | 185 kg   |         | 220 kg    |         | –94 kg         |
| 2008 | Jogos Olímpicos *         | Pequim     | 402 kg | DSQ     | 185 kg   |         | 217 kg    |         | –94 kg         |
| 2010 | Campeonato Europeu        | Minsk      |        |         |          |         |           |         | –94 kg         |
| 2011 | Campeonato Europeu        | Cazã       | 425 kg | 1.      | 195 kg   | 1.      | 230 kg    | 1.      | –105 kg        |
| 2011 | Campeonato Mundial        | Paris      | 430 kg | 1.      | 198 kg   | 1.      | 232 kg    | 1.      | –105 kg        |

* Nos Jogos Olímpicos as medalhas são dadas somente para o total combinado